# Anastasios II.

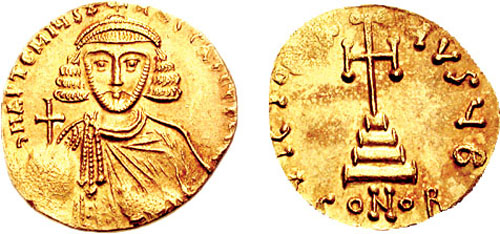
Anastasios II. behielt seinen Namen Artemios auch auf seinen Münzen. Dieser Solidus trägt die Aufschrift ARTEMIUS ANASTASIUS.

Anastasios II. Artemios (mittelgriechisch Ἀναστάσιος Βʹ Ἀρτέμιος, lateinisch Anastasius secundus Artemius; † 1. Juni 719 in Konstantinopel) war byzantinischer Kaiser von 713 bis 715/16.

## Leben
Anastasios war vor seiner Krönung am 4. Juni 713 ein hoher kaiserlicher Beamter. Sein eigentlicher Name, den er seinem Kaisernamen hinzufügte,  war Artemios. Er konnte, wie auch sein Nachfolger Theodosios III., das Reich zwar stabilisieren, war aber nicht Herr seiner Entscheidungen, sondern regierte mit Unterstützung verschiedener Teile des Heeres.
Im Mai 715 rief das Heer Theodosios III. zum neuen Kaiser aus. Anastasios floh nach Nikaia, verzichtete aber erst einige Zeit später (Ende 715 oder Anfang 716) auf den Thron und zog sich in ein Kloster in Thessalien zurück. 719 kehrte er ins öffentliche Leben zurück und versuchte, den inzwischen amtierenden Kaiser Leo III. zu stürzen. Er wurde aber von den ihn unterstützenden Bulgaren an Leo ausgeliefert, der ihn hinrichten ließ.